# Kardinalska imenovanja pape Pavla V.
Papa Pavao V. za vrijeme svoga pontifikata (1605. – 1621.) održao je 10 konzistorija na kojima je imenovao ukupno 60 kardinala.

## Konzistorij 18. srpnja 1605. (I.)
1. Scipione Caffarelli-Borghese, nećak Njegove Svetosti

## Konzistorij 11. rujna 1606. (II.)
1. Ludovico de Torres, mlađi, monrealski nadbiskup
2. Orazio Spinola, đenovski nadbiskup
3. Maffeo Barberini, nazaretski naslovni nadbiskup, nuncij u Francuskoj
4. Giovanni Garzia Millini, kolosanski naslovni nadbiskup, saslušatelj Svete Rimske rote
5. Bartolomeo Ferratini, mlađi, bivši amelijski biskup
6. Bonifazio Cctani, kasanski biskup, prefekt Romandiole
7. Marcello Lante, saslušatelj Apostolske komore
8. Orazio Maffei, klerik Apostolske komore

## Konzistorij 10. prosinca 1607. (III.)
1. Ferenc Forgách, ostrogonski nadbiskup, Mađarska
2. François de La Rochefoucald, klermontski biskup, Francuska, i propovjednik francuskoga kralja
3. Jerónimo Xavierre, O.P., glavni učitelj svoga reda
4. Maurizio Savojski, nećak španjolskoga kralja[a]
5. Ferdinando Gonzaga, sin mantovskoga vojvode[b]

## Konzistorij 24. studenoga 1608. (IV.)
1. Michelangelo Tonti, nazaretski naslovni nadbiskup
2. Fabrizio Veralli, sanseverski biskup
3. Giambattista Leni, miletski biskup
4. Lanfranco Margotti, apostolski protonotar
5. Luigi Capponi, rizničar Apostolske komore

## Konzistorij 17. kolovoza 1611. (V.)
1. Decio Carafa, damaščanski naslovni nadbiskup, nuncij u Španjolskoj
2. Domenico Rivarola, nazaretski naslovni nadbiskup
3. Metello Bichi, sovanski biskup
4. Jean de Bonsi, bezierski biskup, Francuska, razdjelitelj milostinje francuske kraljice
5. Filippo Filonardi, akvinski biskup i vice-legat u Avignonu
6. Pier Paolo Crescenzi, saslušatelj Apostolske komore
7. Giacomo Serra, glavni blagajnik Apostolske komore
8. Orazio Lancellotti, saslušatelj Svete Rimske rote
9. Agostino Galamini, O.P., glavni učitelj svoga reda
10. Gaspar de Borja y Velasco, kanonik u Toledu, Španjolska
11. Felice Centini, O.F.M.Conv., generalni prokurator svoga reda

## Konzistorij 2. prosinca 1615. (VI.)
1. Francesco Vendramino, mletački patrijarh
2. Louis III de Guise, remski nadbiskup, Francuska
3. Roberto Ubaldini, montepulcijanski biskup, nuncij u Francuskoj
4. Tiberio Muti, viterbski biskup
5. Gabriel Trejo y Paniagua, kalatravski arhiđakon, Španjolska
6. Baltasar Moscoso y Sandoval, dekan u Toledu, Španjolska
7. Carlo de' Medici, brat toskanskoga velikog vojvode
8. Vincenzo Gonzaga, brat mantovskoga vojvode[c]
9. Giulio Savelli, referent Njegove Svetosti
10. Alessandro Orsini
11. Melchior Klesl, bečki biskup, Austrija[d]

## Konzistorij 19. rujna 1616. (VII.)
1. Alessandro Ludovisi, bolonjski nadbiskup[e]
2. Ladislao d'Aquino, venafranski biskup, guverner Perugije
3. Ottavio Belmosto, bivši alerijski biskup
4. Pietro Campori, preceptor nadbolnice S. Spirito in Sassia u Rimu
5. Matteo Priuli
6. Scipione Cobelluzzi, tajnik Apostolskih pisama i kustos arhiva tvrđave Sant'Angelo

## Konzistorij 26. ožujka 1618. (VIII.)
1. Henri de Gondi, pariški biskup
2. Francisco Gómez Rojas de Sandoval, vojvoda od Lerme, Španjolska

## Konzistorij 29. srpnja 1619. (IX.)
1. Fernando Austrijski, španjolski infant, sin kralja Filipa III. Španjolskoga

## Konzistorij 11. siječnja 1621. (X.)
1. Francesco Cennini de' Salamandri, jeruzalemski naslovni patrijarh, amelijski biskup
2. Guido Bentivoglio, rodijski naslovni nadbiskup, nuncij u Francuskoj
3. Pietro Valier, kretski nadbiskup
4. Eitel Friedrich von Hohenzollern-Sigmaringen, kelnski prepozit, Njemačke
5. Louis de Nogaret de La Valette, tuluski nadbiskup, Francuska
6. Giulio Roma, referent Sudišta Apostolske signature pravde i milosti, guverner Perugije
7. Cesare Gherardi, referent Sudišta Apostolske signature pravde i milosti
8. Desiderio Scaglia, O.P., povjerenik Svete inkvizicije
9. Stefano Pignatelli, apostolski protonotar
10. Agustín Spínola, apostolski protonotar